# Oddaverjar
Oddaverjar var en isländsk hövdingaätt som hade sin storhetstid under 1100-talets senare hälft. Namnet kommer från gården Oddi i Rangådalen (Rangárvellir), som var ättens hövdingasäte; dess maktbas låg i Rangárvallasýsla på sydvästlandet.

## De första oddaverjarna
Den förste bonden på Oddi hette Torgeir Åsgrimsson (Þórgeirr Ásgrímsson) och kom från Telemarken i Norge. Som barn flydde han till Island tillsammans med en äldre bror, som bränt inne Harald hårfagres skatteindrivare som hämnd för att denne dräpt deras far som inte betalat skatt. Bröderna slog sig ner i Rangådalen. När Torgeir blivit vuxen bosatte han sig på en udde (oddi) mellan Rangåns dubbla utlopp i Tvärån (Þverá), där han lät bygga gård, gifte sig och fick dottern Helga. När hon vuxit upp äktade hon en man vid namn Svart Ulfsson (Svartr Úlfsson), som var son till en gode, och fick sonen Lodmund (Loðmundr), som i sin tur gifte sig och fick sonen Sigfus (Sigfuss), död 1075, som blev hövding på Oddi och utbildade sig till präst. Hans hustru hette Torö Eyjolfsdotter (Þórey Eyjólfsdóttir) och var ättad efter Gudmund den mäktige och Síðu-Hall. Deras son var Sämund frode (Sæmundr hinn fróði), 1056-1133.

## Sämund frode
Sämund skickades av familjen utomlands för att studera. Om dessa studier (i Tyskland? Frankrike? Paris?) finns fler sägner än fakta, men det uppges att hans frände Jon Ögmundsson (Jón Ǫgmundarson) efter faderns död skulle ha träffat honom i Frankrike och övertalat honom att återvända hem. Han blev nu ättens hövding och lät prästviga sig. Därmed förenade han i sina händer både den världsliga och andliga myndigheten. Som politiker arbetade han med kyrkans organisation och var en av männen bakom tiondelagen. Han var också historieskrivare, och även om inget har bevarats av hans egna ord är det uppenbart att han i samtiden varit en stor auktoritet: andra författare hänvisar ofta till honom då de vill ge ökad tyngd åt vad de själva skrivit.
Sämund var gift med Gudrun Kolbeinsdotter (Guðrún Kolbeinsdóttir) och hade sönerna Eyjolf (Eyjólfr), död 1158, Loft (Loptr), död 1163, och Lodmund (Loðmundr) samt dottern Torö (Þórey). Eyjolf och Loft var båda prästvigda och hövdingar efter varandra.
Om sonen Loft berättas att han i Norge träffade en kvinna vid namn Tora (Þóra), som han tog till äkta. "Det visade sig senare [Sic!] att hon var dotter till konung Magnus barfot", skriver Sturlungasagans författare. Prinsessan var visserligen ett frillobarn, men hennes kungliga härstamning gav stort anseende åt ätten. Parets son var den kände Jon Loftsson, 1124-1197. 

## Jon Loftsson
Jon lämnades bort som barn och fostrades av prästen Andreas Brunsson i Bohuslän. Dock hämtades han hem år 1135 och blev under sin tid som hövding Islands mäktigaste man (räknat i antal tingsmän som kunde mobiliseras på alltinget). Det var under Jons tid som ätten nådde höjden av sin makt.
Jon var fredlig och lärd och uppträdde ofta som medlare på tinget. Dock kom han själv i en nästan olöslig konflikt med biskop Torlak Torhallsson (Þorlákr Þorhallsson), som tillhörde den gregorianska reformrörelsen och ville avskaffa patronatsrätten. Den mest infekterade frågan i bråket med biskopen gällde dock hövdingens privatliv: Jon var gift med Halldora Brandsdotter och hade barnen Sämund och Solveig. Men han hade också fyra bihustrur, Ragnheid (Ragnheiðr), Æsa, Helga och Valgerd (Valgerðr), med vilka han hade sex barn. Ragnheid, som fött honom två söner, Pål (Páll) och Orm bredböling (Ormr breiðbœlingr), var till råga på allt biskopens syster. Biskopen hotade nu med bannlysning om inte Jon skilde sig från sina frillor, vilket han vägrade göra.

## Den siste oddaverjaren
Efter Jon Loftssons död 1197 övertogs hövdingaskapet av sonen Sämund (Sæmundr Jónsson), död 1222. Jons frilloson Pål (Páll Jónsson) valdes till biskop i Skalholt, vilket förmerade ättens ära, men efter Påls död 1211 omtalas ätten alltmer sällan. Oddaverjarna var fortfarande mäktiga men höll sig utanför sturlungatidens strider. Ett sista försök att blanda sig i politiken skedde dock sedan Gissur Torvaldsson (Gizurr Þorvaldsson) blivit jarl år 1258 och planerade att överlämna Island till kung Håkon. Hövdingen Tord Andreasson (Þórðr Andrésson), som var sonson till Jon Loftssons äktborne son Sämund, planerade då att få jarlen mördad. Oklokt nog sökte han dra in Brand Kolbeinssons söner i sammansvärjningen, vilket ledde till att saken avslöjades. Tord gjorde ett nytt försök att röja Gissur ur vägen efter det att Gissurarsáttmáli blivit undertecknad. Han blev nu gripen och avrättad. I väntan på bilan sägs han ha bett Gissur ge honom sin förlåtelse. Det lovade Gissur med orden: "Det skall jag göra när du är död."
Tord Andreasson har kallats den siste oddaverjaren. Ätten dog inte ut med honom men försvinner alltmer i obemärkthet.

## Skolan på Oddi
I Sämunds dagar grundades på hövdingagården Oddi ett lärdomssäte som kom att bli ett av de mest inflytelserika på Island. Till skillnad från klosterskolorna och de katedralskolor som fanns vid biskopssätena var Oddiskolan oberoende av kyrkan och tycks ha lagt tonvikten vid världsliga ämnen, genealogier och historia. Valtýr Guðmundsson liknade den vid ett dåtida universitet. Vi vet att Sämunds son Eyjolf var lärare på Oddi när Torlak den helige gick där.
Det är rimligt att mycket av det som står i kungasagorna härrör från Oddi. Sämund frodes krönika om de norska kungarna från Harald hårfagre till Magnus den gode är visserligen förlorad, men har använts som källskrift av flera andra författare, inklusive Snorre Sturlasson (Snorri Sturluson), som Valtýr Guðmundsson kallar Oddiskolans mest kända elev. Andra verk som kan knytas till Oddi är troligen den nu nästan helt förlorade Sköldungasagan och Orkneyinga saga.